# Hydrolasen
Hydrolasen sind Enzyme, die Ester, Ether, Peptide, Glycoside, Säureanhydride oder C-C-Bindungen in reversibler Reaktion hydrolytisch spalten. Sie bilden die dritte Gruppe der EC-Klassifikation der Enzyme. Ihre Vertreter sind unter anderem Peptidasen, Nukleasen, Phosphatasen, Glycosidasen, Esterasen.
Das katalysierte Gleichgewicht lautet
{\displaystyle \mathrm {A{-}B+H_{2}O\leftrightharpoons A{-}H+B{-}OH} }

## Klassifikation
In der international anerkannten EC-Klassifikation der Enzyme bilden die Hydrolasen die Gruppe 3. Danach werden Hydrolasen weiter unterteilt je nachdem, welche Art von Bindung gespalten wird:
| Nummer      | Bindung                   | Gruppenname  | Beispiel                              |
| ----------- | ------------------------- | ------------ | ------------------------------------- |
| EC 3.1.-.-  | Esterbindung              | Esterasen    | Lipase Nuklease Phosphatase Sulfatase |
| EC 3.2.-.-  | Glycosidbindung           | Glycosylasen | Amylase Glycosidasen                  |
| EC 3.3.-.-  | Etherbindung              |              |                                       |
| EC 3.4.-.-  | Peptidbindung             | Peptidasen   | Exopeptidase Endopeptidase            |
| EC 3.5.-.-  | C-N-Bindung (ohne Peptid) | Amidasen     | Urease                                |
| EC 3.6.-.-  | Säureanhydrid-Bindung     |              | Pyrophosphatase                       |
| EC 3.7.-.-  | C-C-Bindung               |              | Kynureninase                          |
| EC 3.8.-.-  | Halogen-Bindung           |              |                                       |
| EC 3.9.-.-  | P-N-Bindung               |              |                                       |
| EC 3.10.-.- | S-N-Bindung               |              |                                       |
| EC 3.11.-.- | C-P-Bindung               |              |                                       |
| EC 3.12.-.- | S-S-Bindung               |              |                                       |
| EC 3.13.-.- | C-S-Bindung               |              |                                       |

## Bekannte Beispiele
| - ATPase - ATP-Synthase - Carboxypeptidase - Chymotrypsin - Desoxyribonuklease (DNAse) | - Lactase - Pepsin - Trypsin - Urease |

## Andere Enzymklassen
- Oxidoreduktasen (EC 1.-.-.-)
- Transferasen (EC 2.-.-.-)
- Lyasen (EC 4.-.-.-)
- Isomerasen (EC 5.-.-.-)
- Ligasen (EC 6.-.-.-)